# How to Win Friends and Influence People
How To Win Friends and Influence People è l'ottavo album di studio del gruppo punk statunitense Dwarves, pubblicato nel 2000 da Reptilian Records. L'album prende il nome da un famoso best seller statunitense.

## Tracce
1. Intro – 0:07
2. Dominator – 0:58
3. Way Out – 1:16
4. Let's Fuck – 1:00
5. Anybody Out There? – 2:48
6. Astroboy – 1:16
7. Fuck You Up And Get High – 0:36
8. Follow Me – 2:02
9. Saturday Night – 1:57
10. Act Like You Know – 0:40
11. Speed Demon – 2:09
12. Satan – 0:55
13. Fuck 'Em All – 1:24
14. Drugstore – 1:01
15. Detention Girl – 1:36
16. Dairy Queen – 2:36
17. Surfing The Intercourse Barn – 19:37

## Crediti[2]
- Chris X - produttore esecutivo
- John Matousek - mastering
- Carlos Batts - fotografia
- Blag Dahlia - missaggio
- Bradley Cook - missaggio
- Eric Valentine - missaggio